# Río Salado (Río Apurímac)
Der Río Salado, im Oberlauf Río Collpaccoto und Río Jaruma, ist ein etwa 132 km langer rechter Nebenfluss des Río Apurímac in der Provinz Espinar der Region Cusco in Südzentral-Peru.

## Flusslauf
Der Río Salado entspringt in einem Höhenkamm des peruanischen Andenhochlandes im Osten des Distrikts Condoroma. Das Quellgebiet befindet sich auf einer Höhe von etwa 4920 m im Osten des Distrikts Condoroma an der Grenze zum Distrikt Ocuviri (Provinz Lampa, Region Puno). Der im Oberlauf als Río Collpaccoto bezeichnete Fluss fließt in nördlicher Richtung und erreicht das südliche Ende der Laguna Sutunta, ein 7,7 km langer abflussregulierter See. Unterhalb des Wehrs (⊙) zweigen zwei Bewässerungskanäle nach links ab. Der Fluss heißt nun zwischen den Flusskilometern 114 und 75, oberhalb der Einmündung des Río Suruma, Río Jaruma. Der Río Salado durchquert das Hochland der Provinz Espinar in überwiegend nordnordwestlicher Richtung. Er weist dabei viele Flussschlingen auf. Von rechts nimmt er die Flüsse Río Jachahuilla, Río Pallpatamayo, Río Huichuma, Río Calzada und Río Lorocachi sowie von links die Flüsse Río Ocoruro und Río Cañipía auf. Der Río Salado fließt knapp 4 km nördlich an der Provinzhauptstadt Yauri vorbei und mündet schließlich auf einer Höhe von etwa 3855 m in den Río Apurímac.

## Einzugsgebiet
Der Río Salado entwässert ein 2438 km² großes Areal. Ein Höhenzug im Osten trennt das Einzugsgebiet des Río Salado von dem des Titicacasees. Im Süden verläuft die Wasserscheide zum Einzugsgebiet des Pazifischen Ozeans und im Westen befindet sich das Einzugsgebiet des oberstrom gelegenen Río Apurimac.